# Герб сельского поселения Федоскинское
Герб сельского поселения Федо́скинское — официальный символ сельского поселения Федоскинское Мытищинского муниципального района Московской области Российской Федерации.
Герб утверждён 23 августа 2006 года и внесён в Государственный геральдический регистр Российской Федерации с присвоением регистрационного номера 2580.
Герб составлен по правилам и соответствующим традициям геральдики и отражает исторические, культурные, социально-экономические, национальные и иные местные традиции.

## Описание
«В червлёном поле на лазоревой оконечности серебряная арка и в ней лежащий на оконечности золотой грифон с львиными лапами, воздетыми крыльями и с бьющим хвостом».

## Обоснование символики
Многие поселения, входящие в Федоскинское сельское поселение имеют богатые традиции и интересную историю.
Центр сельского поселения располагается в селе Марфино. Здесь находится старая подмосковная усадьба, известная своей историей и архитектурным ансамблем. Усадьба впервые упоминается в 1585 году, а в XVII—XIX был создан комплекс построек, украшающий Марфино и сегодня.
Символика фигур герба многозначна:
Фантастическая фигура грифона символизирует не только усадьбу Марфино, где скульптурные изображения грифонов, украшающие лодочную пристань, являются гордостью усадьбы.
Грифон — символ мудрости и просвещения, бдительности, отваги и мужества напоминает о выдающихся государственных деятелях, чьи владения находились на территории современного сельского поселения — Суворовых, Прозоровских, Салтыковых, Голицыных, Паниных, Трубецких.
Символику усадеб дополняет арка — символ творческого созидания. Она указывает на Марфинский усадебный комплекс: до сих пор его украшают арки моста перекинутого через реку Учу.
Арка, как аллегорический символ связи между прошлым и настоящим, показывает расположенные на территории Федоскинского сельского поселения по берегам канала им. Москвы исторические усадьбы Никольское-Прозоровское, Рождественно-Суворово, Марфино.
Изображение арки также перекликается с композицией герба Мытищинского района, аллегорически показывая территориальную принадлежность сельского поселения.
Село Федоскино, по которому сельское поселение получило своё название — одно из самых древних сёл в Подмосковье, с XIX столетия известное в стране и в мире своей лаковой миниатюрой. Золотой грифон напоминает о художественном ремесле, прославившем Федоскино — где основная роспись ведётся золотыми красками.
Лазоревая оконечность символизирует водную систему, находящуюся на территории муниципального образования и состоящую из канала имени Москвы и Пестовского, Клязьминского и Учинского водохранилищ. Лазурь также символизирует честь, благородство, духовность.
Золото — символ богатства, стабильности, уважения, славы, почёта и интеллекта.
Серебро — символ чистоты, совершенства и взаимопонимания.